# NGC 27
NGC 27은 안드로메다자리 방향에 위치한 나선 은하이다. 겉보기 등급은 +14.5이다. PGC 731과 상호 작용을 한다.

## 같이 보기
- 나선은하
- 가까운 은하 목록
- NGC 1 ~ 999 목록
- 안드로메다자리